# Pintura medieval de Francia
La pintura medieval de Francia es la desarrollada durante el medievo en los territorios que se corresponden con la actual Francia. Destacan la obra de los miniaturistas y las vidrieras góticas.

## Arte carolingio

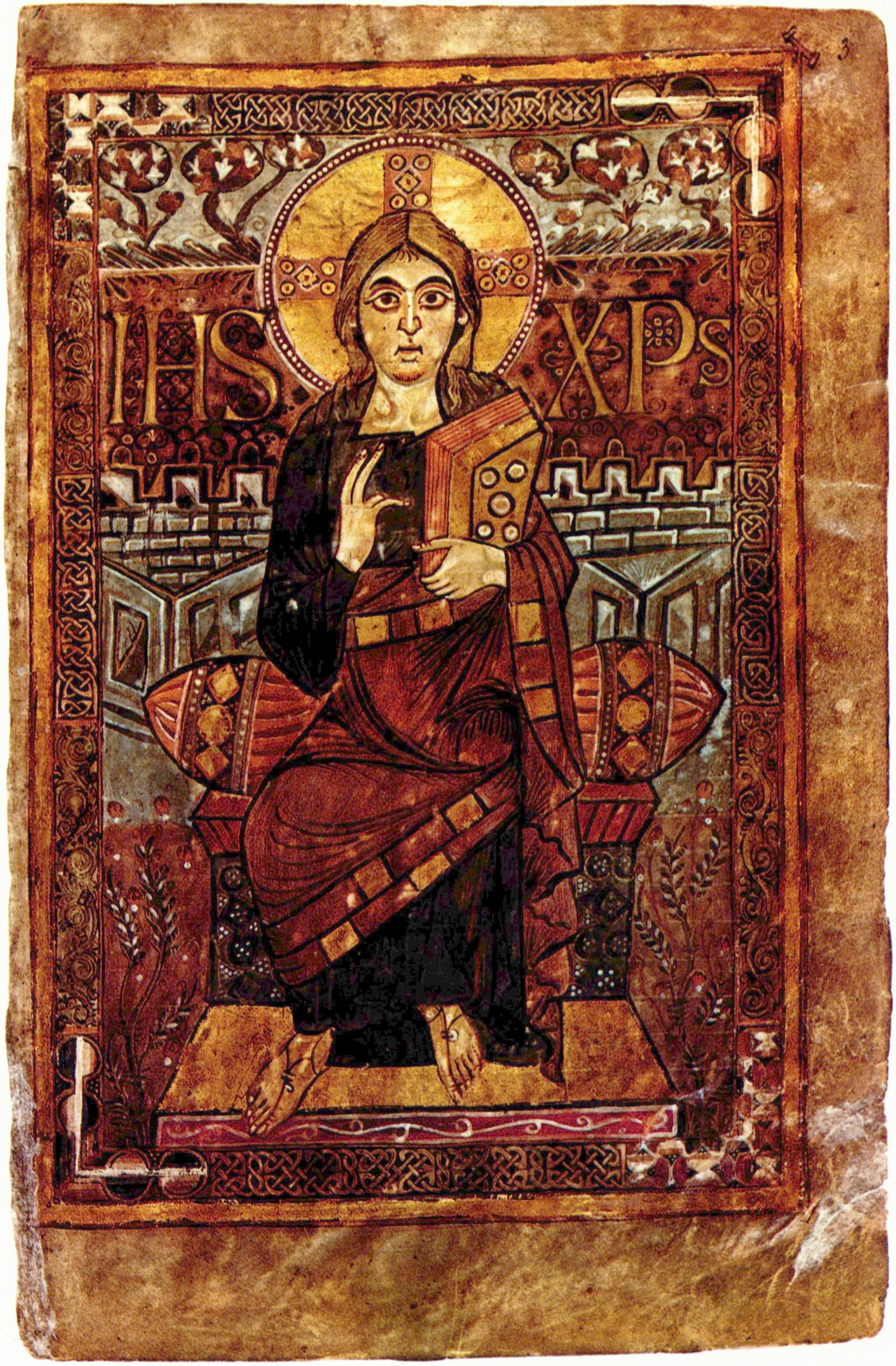
"Cristo", Evangeliario de Godescalco, 781-783, pergamino en la B.N. de Francia.

El renacimiento carolingio, en la segunda fase del arte prerrománico europeo, determinó igualmente la vuelta de la pintura, en forma de pinturas murales y de miniaturas.
Entre los ejemplos de decoración mural, con pinturas y mosaicos, cabe citar las pinturas de San Juan de Müstair y, sobre todo, la cripta de Saint-Germain de Auxerre (Yonne) y en la cripta de San Máximo de Tréveris. 
Se conserva un mosaico en un ábside de un oratorio de Germigny-des-Prés.
La miniatura carolingia está representada por diversidad de escuelas:
- Escuela palatina. Creada en la corte, ejemplificada en el Evangeliario de la Coronación (Viena) y Evangeliario de San Medardo de Soissons (Biblioteca nacional de Francia).
- Escuela de Ada. Relacionada con la anterior. Destaca el Evangeliario de Godescalco (Godesscalc o Godescalc) que se conserva en la Biblioteca nacional de Francia.
- Escuela de Tours. Gira en torno a la figura de Alcuino, pariente de Carlomagno. Se siente influencia irlandesa. Su obra más importante es la primera de las Biblias de Carlos el Calvo (Biblioteca nacional de Francia).
- Escuela de Reims. Marca la evolución hacia el románico. Produjo el Salterio de Utrecht (Biblioteca Universitaria de Utrecht) y el Evangeliario de Ebo (Biblioteca de Épernay).
- Otras escuelas. Relacionadas con la escuela de Reims están las de Saint Denis, Metz y Fulda, que se relacionan con las obras otonianas del siglo X.

## Románico

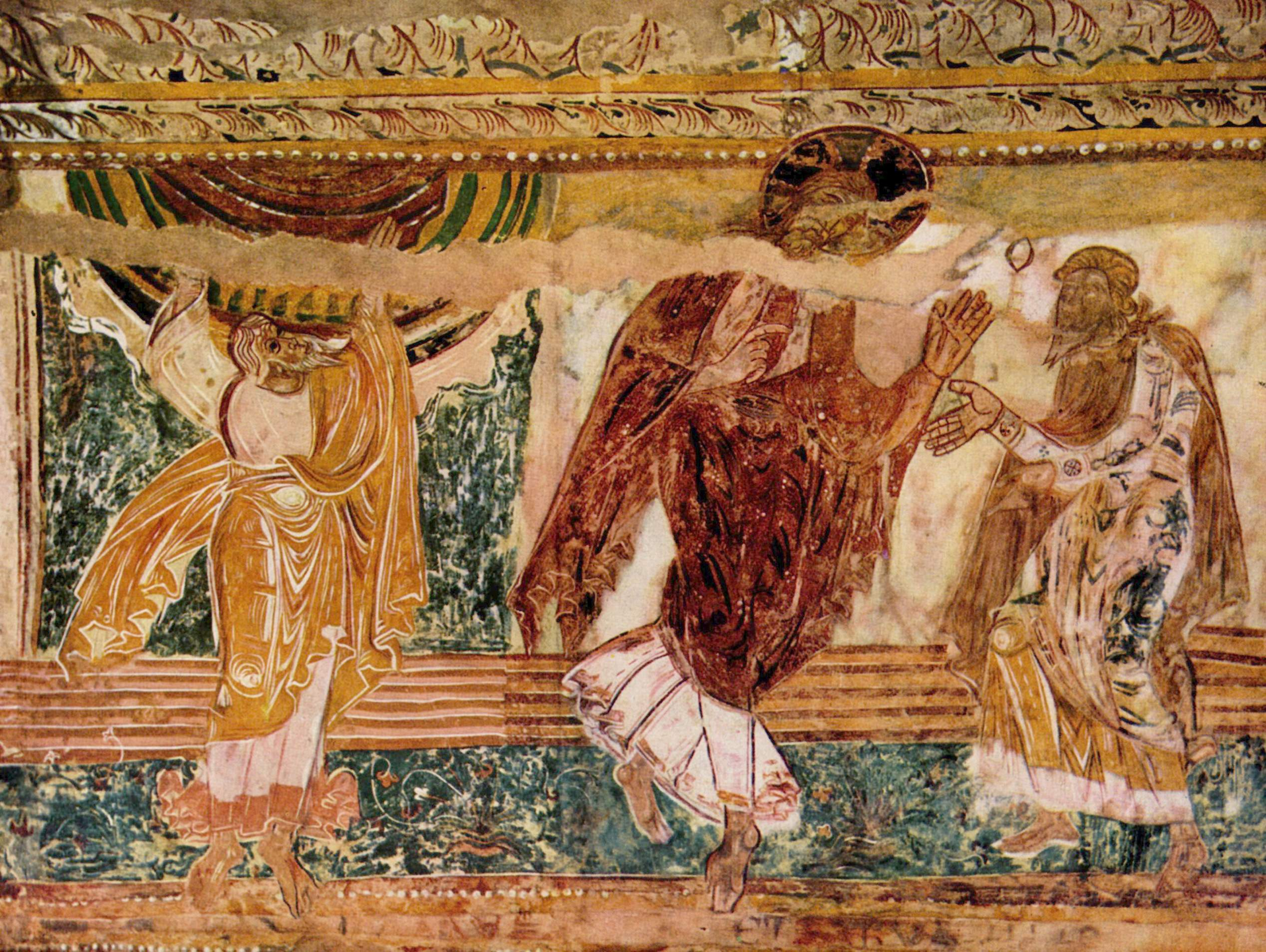
Pinturas murales sobre el apocalipsis en el pórtico de la iglesia abacial de Saint Savin sur Gartempe, escena: "Dios le habla a Noé",.

En esta época se siguen iluminando los manuscritos, con una gran diversidad.
De esta época destaca la pintura mural, pues los templos se decoraban íntegramente con pinturas. Los temas representados y el estilo denotan la influencia del arte bizantino.
Existen dos zonas: la del sureste de Francia en torno al valle del Ródano: (Borgoña meridional, Velay, Saboya y el Delfinado; y la del centro, en torno al río Loira: Turena, Anjou, Berry y Poitou.
La primera se caracteriza por un suave y rico colorido. Se denota la influencia bizantina, transmitida posiblemente desde Italia por la orden de Cluny. Está ejemplificada con pinturas como las de Berzé-la-Ville (comuna del Distrito de Mâcon) y las de la cripta de Auxerre. 
La pintura de otras regiones es más independiente. En el oeste de Francia destacan los frescos de la abadía de Saint-Savin-sur-Gartempe (h. 1100), declaradas Patrimonio de la Humanidad por la Unesco.

## Gótico

### Anterior alsigloXV

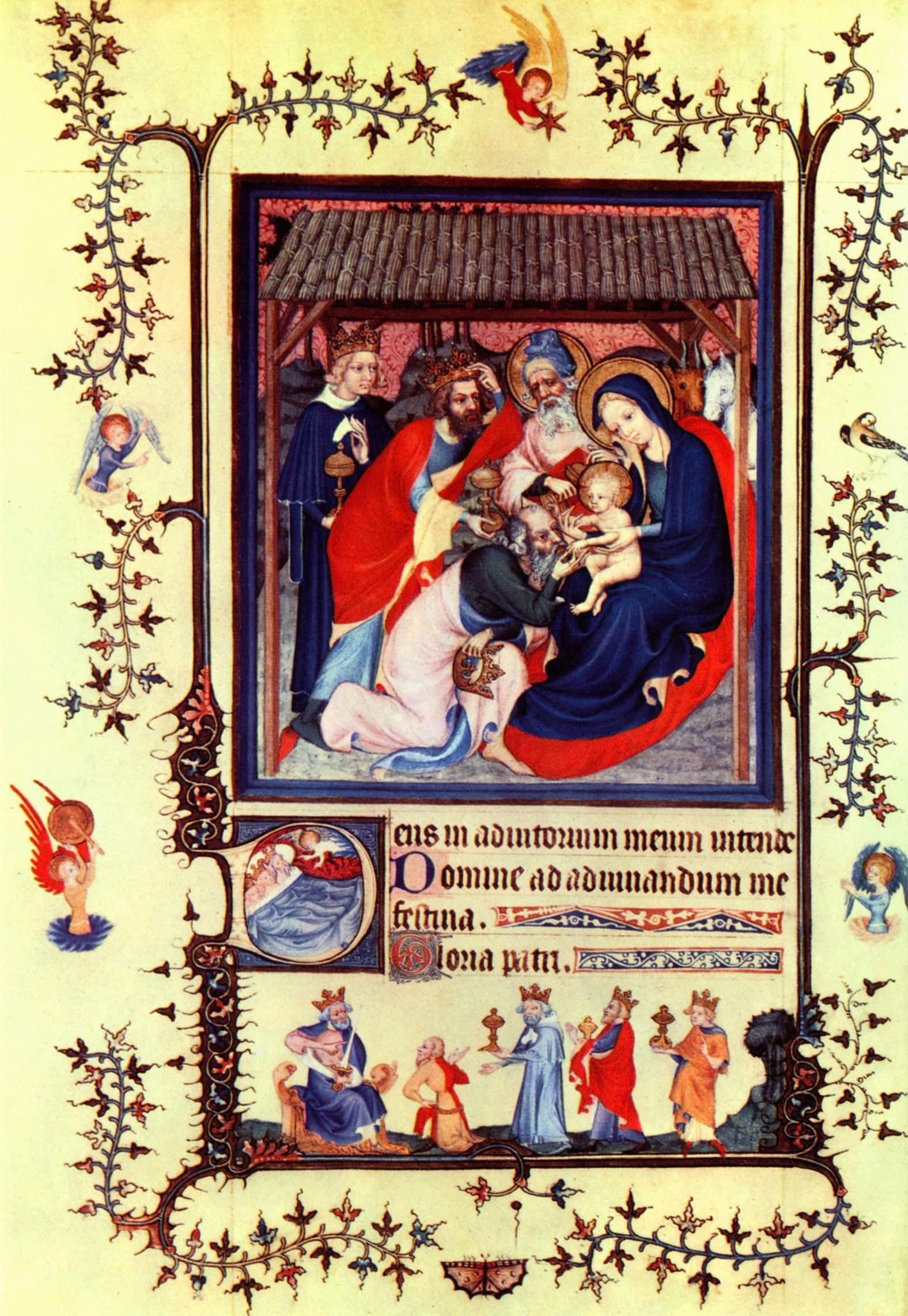
Adoración de los Reyes, Maestro del Paramento de Narbona, h. 1380, pergamino, B.N. de Francia

El gótico francés anterior al siglo XV tiene como hecho artístico más destacado, en el siglo XIV, la primacía artística que cobra París, donde se centralizaba una clientela poderosa, en primer lugar la familia real y la alta nobleza.
Dentro del estilo gótico lineal o franco-gótico, que se inicia en el siglo III y persiste hasta el siglo XV, cabe destacar las vidrieras. Las mejores son las de Chartres. Otras son las de las catedrales de Bourges, Tours Bayeux y de la Sainte Chapelle.
Se siguen cultivando las miniaturas, con encuadramientos arquitectónicos. Puede citarse el Salterio de la reina Blanca de Castilla (Biblioteca del Arsenal, París). 
Poco a poco, se deja notar la influencia italiana (estilo italo-gótico) en la obra de Jean Pucelle, artista excepcional del que se conservan una Biblia, el Breviario de Belleville (B.N. de París) y un Libro de horas iluminado en grisalla; el retablo de Juan el Bueno (Museo del Louvre y la pintura en grisalla, como el Paramento de Narbona. El nombre de este Maestro del Paramento de Narbona fue, posiblemente, Jean d'Orléans.
El rey Carlos V invirtió buena parte de sus ingresos en libros, lo que determinó un florecimiento notable de la iluminación en su época, pudiendo citarse el Libro de la coronación de Carlos V (British Museum, Londres. y un ejemplar de la Ciudad de Dios.

### Siglo XV

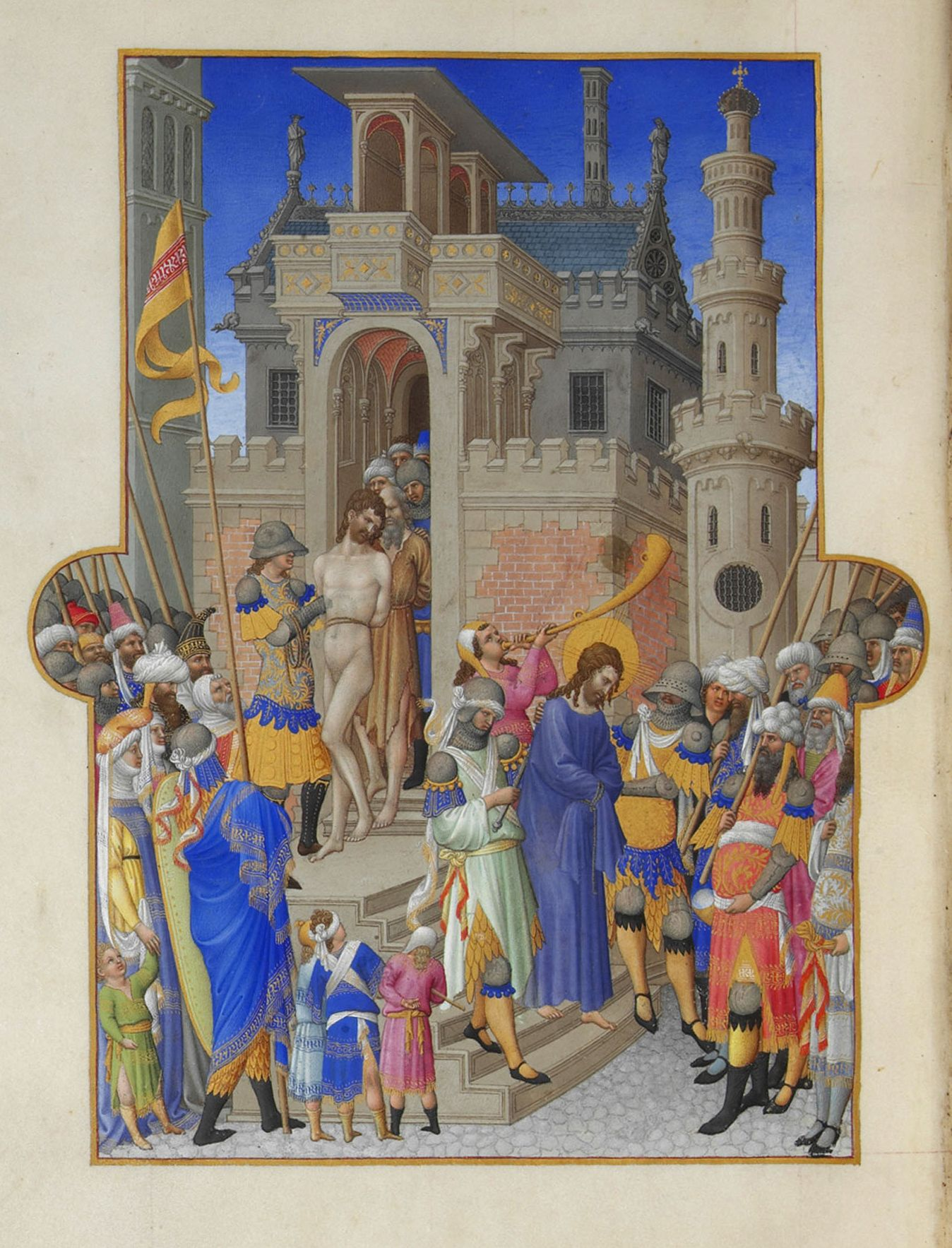
Cristo abandona el Pretorio, Las Muy Ricas Horas del Duque de Berry, f.146v, Musée Condé, Chantilly.

El estilo gótico internacional nace precisamente en Francia, en las cortes de los duques de Berry y de Borgoña, fundamentalmente de los miniaturistas como Jacquemart de Hesdin y los hermanos Limbourg. El más importante de los manuscritos iluminados del siglo XV es las Très Riches Heures du Duc de Berry (Las muy ricas horas del duque de Berry), Libro de Horas pintado entre 1412 y 1416 por los hermanos Limbourg para su patrón, Juan I de Berry.
También se cultiva la pintura sobre tabla en Borgoña: Jean de Beaumetz, Jean Malouel y Henri Bellechose.
Los maestros que trabajaron en las cortes de los duques de Berry y Borgoña fueron evolucionando, hasta hacer surgir el estilo flamenco dentro de la pintura gótica. Se expande en la segunda mitad del siglo XX, destacando dentro de la escuela francesa: Jean Fouquet (h. 1415-1481), pintor de la corte, el más importante del siglo XV en Francia, que incorporó el primer renacimiento italiano; y un centro en torno a Aviñón: Engerrand Charonton, Nicolás Froment y el Maestro de Moulins (Jean Hey), principal pintor francés de finales de siglo.